# IC 2328
IC 2328 је ознака објекта на координатама са ректансцензијом 8h 22m 17,3s и деклинацијом + 19° 36" 59'. Открио га је Макс Волф, 13. фебруара 1901. Каснијим посматрањима на том положају није уочен никакав астрономски објекат.